# أندري إيبو
أندري إيبو (بالإندونيسية: Andri Ibo)‏ (3 أبريل 1990 - ) هو لاعب كرة قدم إندونيسي في مركز الدفاع. شارك مع منتخب إندونيسيا تحت 23 سنة لكرة القدم. أما مع النوادي، فقد لعب مع برسيبورا جايابورا وPersidafon Dafonsoro ‏.

## روابط خارجية
- أندري إيبو على موقع قاعدة بيانات كرة القدم.إي يو (الإنجليزية)
- أندري إيبو على موقع Soccerway.com (الإنجليزية)